# Enrique Piñeyro
Enrique Piñeyro (Gènova, Itàlia, 9 de desembre de 1956) és actor, director i productor de cinema italià nacionalitzat argentí. És a més metge aeronàutic, activista, filantrop, pilot de transport de línia aèria, particularment va ser comandant de LAPA (Líneas Aéreas Privadas Argentinas) i investigador d'accidents aeris. Va dirigir les pel·lícules Whisky Romeo Zulú (2004), Fuerza Aérea Sociedad Anónima (2006), Bye Bye Life (2008) i El Rati Horror Show (2010).

## Biografia

### Carrera com a pilot i denúncies a LAPA
Piñeyro va néixer a Itàlia, però des de molt jove va emigrar a l'Argentina. En la seva joventut va estudiar medicina, teatre i direcció, així com també, es va rebre de pilot d'avió i metge aeronàutic. Va ingressar a LAPA el 1988. Com a representant de l'Associació de Pilots va participar en la recerca de l'accident del vol Austral 2553 en 1997, estavellat en Fray Bentos, Uruguai. Va renunciar a LAPA el 1999. En el seu pas per aquesta aerolínia va denunciar el mal estat operacional de la mateixa i de les seves aeronaus, les que sofrien greus errades i irregularitats. Poc temps després de la seva renúncia, 31 d'agost de 1999, el vol 3142 de LAPA s'estavella sense prendre vol en la capçalera 31 de l'Aeroparc Jorge Newbery. Van morir 65 persones i va ser el 4t accident més greu de la història de l'aviació argentina.

### Carrera cinematogràfica
La seva primera participació en cinema va ser en la pel·lícula Alambrado, però a causa de la seva carrera com a pilot aeronàutic, no va poder seguir en altres produccions. En 1999, després de la seva renúncia de LAPA, va crear Aquafilms, una productora radicada a Buenos Aires, a partir de la seva actuació a la pel·lícula Garage Olimpo, dirigida per Marco Bechis, de la que en fou coproductor amb Amedeo Pagani i Eric Heuman. La pel·lícula es va estrenar al 52è Festival Internacional de Cinema de Canes, en el marc de la Selecció Oficial Un Certain Regard i va obtenir diversos premis a festivals internacionals. La pel·lícula desenvolupa la temàtica dels anomenats Vols de la mort, en els quals els presoners dels centres clandestins de detenció eren anestesiats i llançats vius a l'oceà des d'aeronaus militars en vol, segell distintiu de la dictadura argentina. Aquesta pràctica militar va ser investigada posteriorment per la periodista Miriam Lewin de Telenoche i el fotògraf italià Giancarlo Ceraudo, qui van acostar a Enrique els fulls d'anotacions de vol dels avions involucrats perquè revisi la informació tècnica. Davant les severes irregularitats de la documentació, Enrique va decidir presentar una denúncia penal juntament amb el Premi Nobel de la Pau, l'activista Adolfo Pérez Esquivel.
A més va declarar com a testimoni i va presentar una detallada perícia en el judici als pilots esmentats en els fulls d'anotacions. Alguns d'aquests pilots van ser arrestats i processaments.
En 2004 va dirigir i va protagonitzar la seva primera pel·lícula, Whisky Romeo Zulu, també coneguda com WRZ, basada en la història personal com a pilot de LAPA i la seva anticipació al desenllaç de la tragèdia de LAPA poc després de la seva renúncia on compta sobre l'accident del vol 3142 de l'aerolínia LAPA. El títol apel·la a la matrícula de l'avió sinistrat, un Boeing 737-204C matrícula LV-WRZ. El film va ser presentat en el judici per la tragèdia de Lapa, en el qual Enrique va ser testimoni de la fiscalia. Whisky Romeo Zulu va obtenir premis en festivals internacionals, entre ells el Sol d'Or a la Millor Pel·lícula al Festival de Cinema Llatinoamericà de Biarritz.
Després va treballar com a productor i actor del film Esperando al Mesías (dirigida per Daniel Burman), cobrint a més Enrique un dels rols protagonistes. La pel·lícula va ser estrenada en el Festival de Venècia. També va participar de Cama adentro (dir. Jorge Gaggero) en coproducció amb Espanya, film que va obtenir el Premi Especial del Jurat en el Festival de Sundance; El Otro (dir. Ariel Rotter) una coproducció amb Alemanya i França, guanyadora del Os de Plata Gran Premi del Jurat i el Os de Plata al Millor Actor en el Festival de Berlín de 2007. En 2008, va estrenar La mujer sin cabeza (dirigida per Lucrecia Martel) presentada en Competició Oficial al Festival de Canes. A més, Aquafilms va produir pel·lícules estrangeres com Torrente 3 (dir. Santiago Segura), d'Espanya; In the Eye Abides the Heart (dir. Mary Sweeney), dels Estats Units i Hide (dir. K. C. Bascombe), del Canadà.
La seva següent obra com a director, va ser el documental Fuerza aérea sociedad anónima. En el seu caràcter d'investigador d'accidents aeris, assenyala com la corrupció dins de la Força Aèria Argentina afecta directament a la seguretat de vol i planteja una certesa: les falles latents que van provocar els accidents d'Austral (vol 2553 en 1997)] i de Lapa (vol 3142 en 1999) estan intactes. El documental va causar tal impacte que, després de la seva estrena, el govern va decidir llevar-li a la Força Aèria el control de l'aviació civil per a donar-l'hi a l'Administració Nacional d'Aviació Civil.
En 2008 va presentar el documental Bye bye life, documental que narra sobre els últims dies de vida de la fotògrafa Gabriela Liffschitz, qui va entrar en coma l'endemà de finalitzar el rodatge i va morir l'endemà passat, el 13 de febrer de 2004, a conseqüència d'un càncer de mama. Va ser estrenada en Punta del Este, Uruguai, el 26 de febrer de 2008.
En el 2010 va presentar el documental El Rati Horror Show sobre el cas de Fernando Ariel Carrera, en la denominada massacre de Pompeya, qui havia estat condemnat injustament a trenta anys de presó –no per error sinó de manera deliberada– a través de la manipulació d'una causa judicial. Fernando va ser alliberat el 6 de juny de 2012 després d'una decisió de la Cort Suprema que va ordenar la revisió de la sentència.
Les repercussions que va tenir El Rati Horror Show i els centenars de comandes d'ajuda que per part de familiars de víctimes de gallet fàcil i causes armades, el van incentivar a fundar l'ONG Innocence Project Argentina, que pren el model de l'ONG Innocence Project americana.
Amb el suport d'Adolfo Pérez Esquivel i Nora Cortiñas, Enrique es va presentar davant la Cort Suprema mitjançant la figura de Amicus Curiae (Amic del Tribunal). Així mateix, va denunciar als jutges del Tribunal Oral Número 14 de la Ciutat de Buenos Aires, davant el Consell de la Magistratura de la Nació, per presumpte mal acompliment dels seus deures i funcions.
En 2011 va obtenir el Premi Konex de Platí com "Documentalista" de la dècada 2001-2010".

### Altres treballs
Després de dirigir el curt sobre l'assassinat del militant trotskista Mariano Ferreyra (2012), i de participar en la pel·lícula sobre el mateix cas ¿Quién mató a Mariano Ferreyra?, al costat del periodista Martín Caparrós, Piñeyro es va dedicar a la seva labor com a cuiner en el seu propi restaurant i activista pels drets humans. A més, va escriure, va dirigir i va protagonitzar la seva obra teatral de estand up anomenada Volar es humano, aterrizar es divino.

### Filantropia i polèmica
Enrique Piñeyro, segons diu, va decidir dedicar gran part del seu temps a “intentar ajudar”. Per a això va comprar un avió Boeing 787 a Aeroméxico. El seu objectiu des del principi va ser “posar-lo a la disposició de causes útils”. En aquest tràngol, entre altres coses, va aconseguir un rècord mundial: va fer el vol non stop més llarg del món d'un avió Boeing 787 Dreamliner, unint Seül amb Buenos Aires en 20 hores, el 28 de març de 2021. Abans havia fet vols amb l'ONG espanyola Open Arms, per a monitorar la situació de refugiats que es deixen anar en basses a la mar del nord d'Àfrica amb l'esperança d'arribar a Europa. També va convidar a periodistes argentins a sobrevolar el Mar Argentino per a veure els pesquers estrangers que depreden les aigües nacionals. I porta tones de donacions des d'Espanya a l'Índia, que afronta una seriosa crisi sanitària a causa del COVID.
En cada cas, a més de pilotar l'avió, és el propi Piñeyro qui afronta les despeses de cada activitat. Ho fa a través de la seva fundació, Solidaire.
En 2020 i 2021 va oferir el seu avió i els seus serveis al govern del seu país, l'Argentina, per a portar argentins en l'exterior o traslladar vacunes, però la seva oferta no va ser atesa.
L'any 2021, va fer una donació del vaixell "Open Arms Uno" a l'ONG del mateix nom per a rescatar persones migrants al Mediterrani. El vaixell, construït l'any 2000, és 4 vegades més gran que el seu antecessor, i disposa de més de 300 places de capacitat.

## Filmografia

### Actor
- 1991: Alambrado
- 1999: Garage Olimpo
- 2000: Esperando al mesías
- 2001: Figli/Hijos
- 2004: Whisky Romeo Zulu
- 2005: Nordeste
- 2005: The Golden Door
- 2006: Música Nocturna
- 2006: Fuerza aérea sociedad anónima
- 2008: Bye bye life
- 2010: El Rati Horror Show
- 2010: Secuestro y muerte
- 2010: Nieves del tiempo (curtmetratge)
- 2012: Dormir al sol
- 2013: ¿Quién mató a Mariano Ferreyra?
- 2014-2015: Volar es Humano. Aterrizar es Divino (teatre)
- 2017: La fragilidad de los cuerpos

### Director
- 2004: Whisky Romeo Zulu
- 2006: Fuerza aérea sociedad anónima
- 2008: Bye bye life
- 2010: Nieves del tiempo (curtmetratge)
- 2010: El Rati Horror Show
- 2012: Mariano Ferreyra (curtmetratge)
- 2014-2018: Volar es Humano. Aterrizar es Divino (teatre)

### Productor
- 1999: Garage Olimpo
- 2000: Esperando al Mesías
- 2004: Whisky Romeo Zulu
- 2004: Cama adentro
- 2006: Fuerza aérea sociedad anónima
- 2006: El otro
- 2007: La mujer sin cabeza
- 2008: Bye bye life
- 2010: Nieves del tiempo (curtmetratge)
- 2010: El Rati Horror Show
- 2012: Mariano Ferreyra (curtmetratge)
- 2014: Volar es Humano. Aterrizar es Divino (teatre)
- 2015: Volar es Humano. Aterrizar es Divino (teatre)
- 2016: Volar es Humano. Aterrizar es Divino (teatre)
- 2017: Volar es Humano. Aterrizar es Divino (teatre)
- 2018: Volar es Humano. Aterrizar es Divino - Quinta temporada (teatre)